# Tombeau d'Ilaria del Carretto
Le Tombeau d'Ilaria del Carretto est un monument funéraire du sculpteur Jacopo della Quercia, réalisé vers 1406-1408 sur une commande de Paolo Guinigi pour son épouse Ilaria del Carretto. Il est conservé à la cathédrale Saint-Martin de Lucques.

## Histoire
C'est en février 1403 qu'est célébré le mariage du seigneur de Lucques Paolo Guinigi avec Ilaria del Carretto. Le 8 décembre 1405, à l'âge de 26 ans, Ilaria décède des suites de son deuxième accouchement. Le sarcophage est commandé à Jacopo della Quercia qui met deux ans à le réaliser. Il est placé dans la cathédrale, signe de suprématie sociale de Guinigi. Installé dans le transept de gauche depuis 1842, le monument est déplacé en 1995 dans la sacristie.

## Style
Sculpté en marbre, le monument est de style gothique et constitue un bon exemple de la sculpture funéraire italienne du XVe siècle. Il s'apparente également aux monuments français par certains éléments : la figure gisante, les mains croisées, le chien - symbole de fidélité - aux pieds de la défunte, la robe houppelande. Cette robe, signe de richesse, est fréquemment utilisée par les sculpteurs durant cette période. Les côtés du sarcophage sont décorés de putti et de guirlandes de tradition antique. Le visage surmonté d'un bonnet en forme de tortillon décoré de fleurs est finement ciselé.

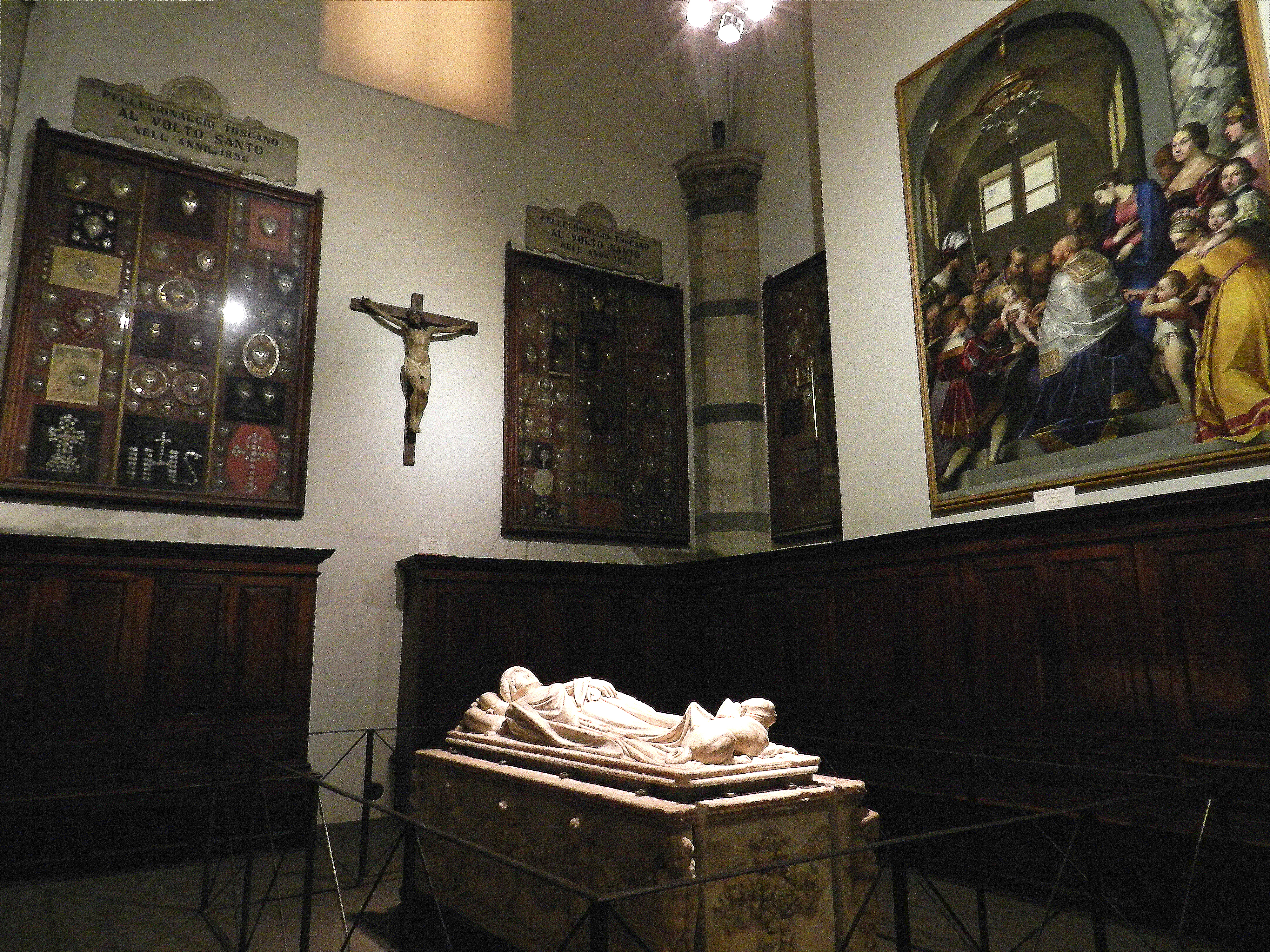
Salle du tombeau.
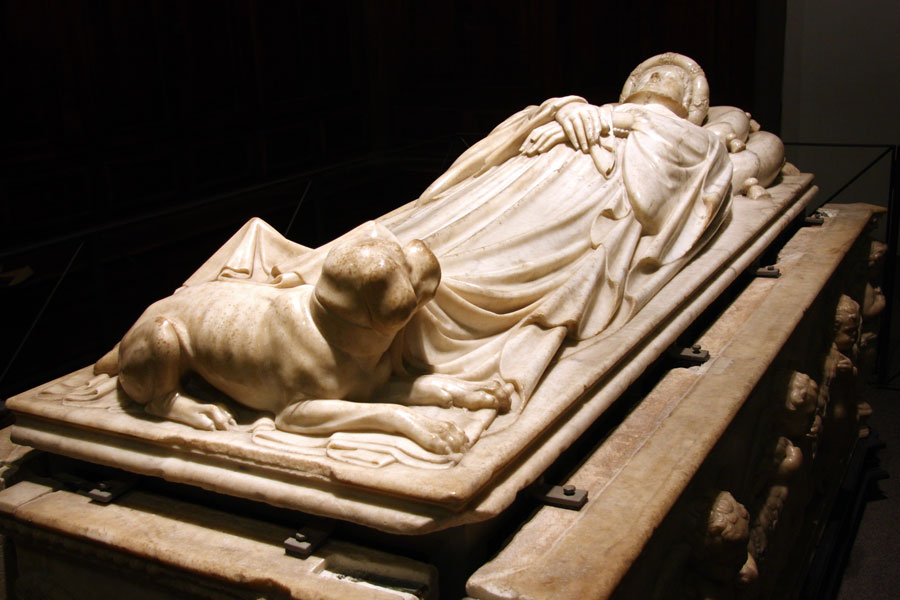
Le chien, symbole de fidélité.
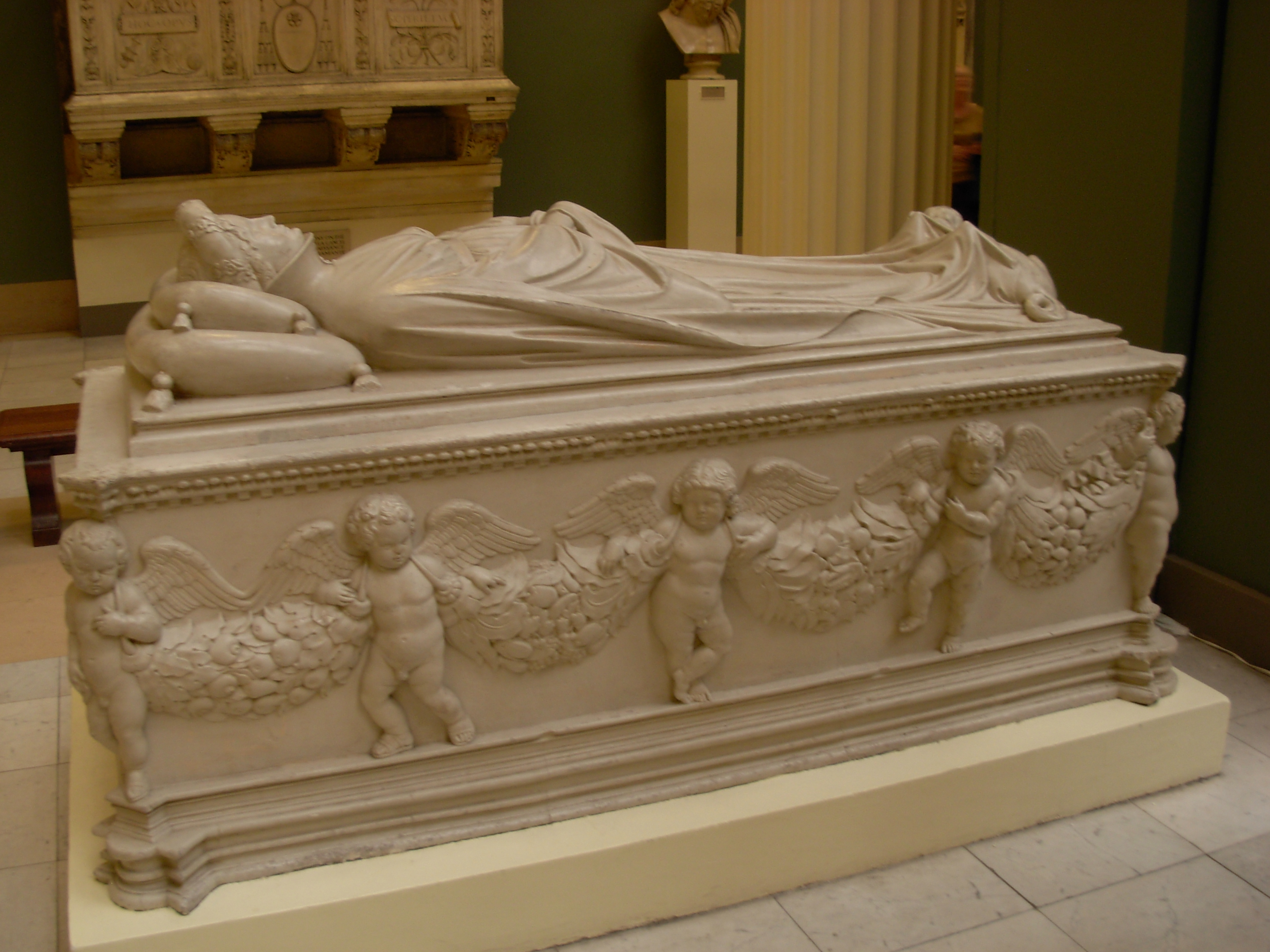
Vue latérale.
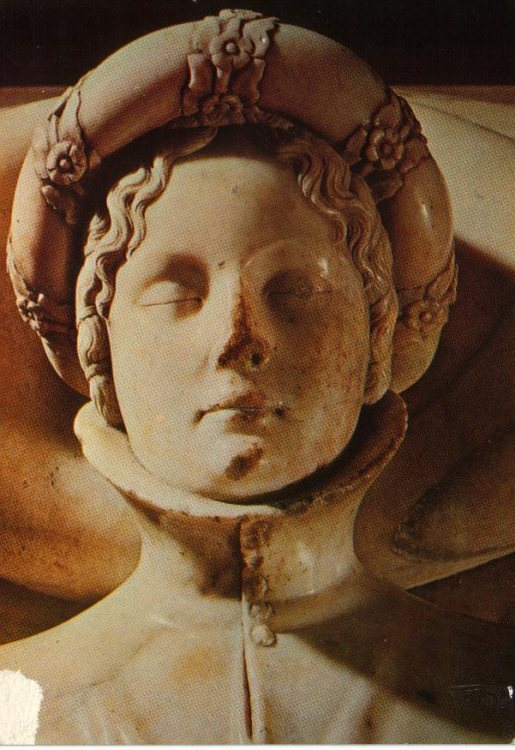
Détail du visage.